# NGC 7435
NGC 7435 (другие обозначения — PGC 70116, UGC 12267, MCG 4-54-4, ZWG 475.7) — спиральная галактика с перемычкой (SBa) в созвездии Пегас.
Этот объект входит в число перечисленных в оригинальной редакции «Нового общего каталога».